# Dean Mumm
Dean Mumm (nacido en Auckland el 5 de marzo de 1984) es un jugador de rugby australiano de origen neozelandés, que juega de segunda línea pero también de flanker para la selección de rugby de Australia y, actualmente (2015) para los Waratahs en el Super Rugby.

## Carrera

### Amateur
Mumm acudió a The King's School de Sídney, junto con sus compañeros Waratahs Benn Robinson, Daniel Halangahu y Will Caldwell. Capitaneó al XV de The King's School en 2001 y 2002, con el tiempo ganó el título GPS en el último año. Mumm jugó con el equipo de rugby australiano sub-16 además de capitanear el equipo de los Australian Schoolboys en 2002. Mumm fue seleccionado para los equipos de Australian Universities y Australian Barbarians en 2004, y fue un miembro del equipo australiano sub-21 que acabó de finalista en el Campeonato Mundial de Rugby Juvenil sub-21. Mumm se graduó en la New South Wales Waratah Academy y luego acudió a la Universidad de Sídney donde jugó con su equipo de rugby ganando la Tooheys New Cup dos veces en el proceso.

### Carrera profesional
Aunque principalmente es un segunda línea, Mumm ha sido utilizado como flanker, usando su potencia atlética junto con su altura en el line-out. Debutó con los NSW Waratahs contra Salta en su gira argentina de 2004. Mumm debutó en el Super Rugby contra los Lions en Johannesburgo, en 2007, y completó su temporada inicial en el Super Rugby con un ensayo contra los Hurricanes en Wellington (Nueva Zelanda). Mumm jugó 12 de los 13 partidos en la temporada 2007 para los Waratahs, perdiéndose uno por lesión. Durante su estancia con los Waratahs, Dean también jugó en múltiples ocasiones con los Wallabies. Se anunció el 23 de abril de 2012 que Dean se uniría al equipo de la Aviva Premiership los Exeter Chiefs. El 8 de agosto de 2013, fue escogido como capitán de los Exeter Chiefs para la temporada 2013–14.

### Carrera internacional
Mumm fue seleccionado para el primer equipo australiano enviado a la Pacific Nations Cup, el equipo nacional Australia A, en 2007. El equipo Australia A acabó segundo, detrás de los Junior All Blacks quienes también ganaron la copa en 2006.
El 15 de mayo de 2013 se anunció que Mumm había sido incluido en el equipo de los Barbarians que se enfrentaría a Inglaterra en Twickenham y a los British and Irish Lions en Hong Kong.
Seleccionado para jugar la Copa Mundial de Rugby de 2015, el 27 de septiembre de 2015, capitaneó a los Wallabies en su victoria 65–3 sobre Uruguay; en ese partido, además, anotó uno de los once ensayos.

## Vida personal
El hermano de Mumm, Greg, es actualmente Director de Rugby del equipo de primer grado de Sídney Sydney University y fue anterior entrenador asistente del equipo de rugby nacional fiyiano que alcanzó los cuartos de final de la Copa Mundial de Rugby en 2007. Su abuelo, Bill Mumm, fue un All Black. Su primo es Brumby, Julian Salvi. Dean es actualmente un miembro de los Wallabies, el equipo nacional australiano. 